# زالیوی-بژوزووکا
زالیوی-بژوزووکا (به لهستانی:  Zaliwie-Brzozówka) یک روستا در لهستان است که در گمینا موکوبوده واقع شده‌است.